# Palacete Nani Mocenigo
El palacete Nani Mocenigo es un edificio histórico italiano situado frente al Gran Canal de Venecia, en el sestiere o barrio de Dorsoduro, entre la Casa Santomaso y el palacio Genovese, a pocos pasos de la basílica de Santa Maria della Salute.

## Descripción
La fachada, de aspecto simple y sin ornamento, se levanta en el siglo XVI y se caracteriza por sus monóforas renacentistas, con una polífora de tres elementos en la planta noble sobre un sencillo portal al nivel del agua. En la parte posterior se encuentra un patio con un pozo central.